# Monoceratina mediterranea
Monoceratina mediterranea is een mosselkreeftjessoort uit de familie van de Bythocytheridae. De wetenschappelijke naam van de soort is voor het eerst geldig gepubliceerd in 1971 door Sissingh.